# Finn Bálor
Fergal Devitt (né le 25 juillet 1981 à Bray (Comté de Wicklow)) est un catcheur (lutter professionnel) irlandais. Il travaille actuellement à la World Wrestling Entertainment, dans la division Raw, sous le nom de Finn Bálor, où il est l'actuel champion du monde par équipes avec JD McDonagh..
Il est surtout connu pour avoir travaillé à la New Japan Pro Wrestling (NJPW) sous le nom de Prince Devitt, où il a été trois fois IWGP Junior Heavyweight Championship et six fois IWGP Junior Heavyweight Tag Team Championship, deux fois avec Minoru et quatre fois avec Ryusuke Taguchi. Il est aussi sorti vainqueur deux fois au tournoi du Best of the Super Juniors, en 2010 et 2013. Il a fondé le célèbre Bullet Club et a été membre de la Control Terrorism Unit (CTU).
À la WWE, il est le premier détenteur du titre Universel de la WWE. Il lui arrive de faire appel à son côté sombre, « The Demon King », surtout lorsqu'il est poussé à bout. Sous cette apparence démoniaque, il n'a connu que trois défaites : contre Samoa Joe à NXT TakeOver : The End dans un Steel Cage Match pour le titre de la NXT, Roman Reigns à Extreme Rules dans un Extreme Rules Match pour le titre Universel de la WWE, et Edge à WrestleMania 39 dans un Hell in a Cell match.

## Carrière

### Débuts (2002-2006)
Fergal Devitt a découvert le catch en regardant la World Wrestling Federation à la télévision avec son grand-père. Adolescent il s'est entraîné à l'école de la NWA UK Hammerlock, une fédération irlandaise affilié à la National Wrestling Alliance et y a fait ses premiers combats en octobre 2002. Le 8 octobre 2005, il remporte son premier titre en devenant champion poids-lourds du Commonwealth de la NWA qu'il va posséder jusqu'au. Ce même jour, il est repéré par un des entraîneurs de l'Inoki Dojo, l'école de catch de la New Japan Pro Wrestling à Los Angeles et rejoint ensuite la fédération nippone. Il perd son titre face à Karl Anderson en mars 2006.

### New Japan Pro Wrestling (2006-2014)

#### Pegasus Kid (2006)
Après avoir perdu le championnat du Commonwealth britannique, il signe un contrat avec la New Japan Pro Wrestling (NJPW) en mars 2006. En avril 2006, il fait ses débuts à la New Japan Pro Wrestling (NJPW) dans des événements non télévisés face à El Samurai sous le nom de Prince Devitt. En mai 2006, New Japan commence à faire certains événements, Devitt a fait ses débuts pour leur promotion Wrestle Land sous un masque de Pegasus Kid II, qui a conduit à des comparaisons entre Devitt et l'original Pegasus Kid, Chris Benoit.

#### Control Terrorism Unit et RISE (2007-2008)
Lors de sa tournée de la New Japan à la fin août / début septembre, il commence la compétition sous son identité réelle comme une superstar irlandaise. Il effectue un Heel Turn et commence à faire équipe avec la Control Terrorism Unit (CTU) dans un rôle de type apprenti. Pendant qu'il fait équipe avec la CTU, il commence à faire des séries de défaites, aggravant même ses relations avec ses coéquipiers à un tel point qu'ils ne veulent plus travailler avec lui. Cela a conduit à lui donner une dernière chance le 6 octobre, où il impressionne ses coéquipiers qui décident alors de le reprendre dans leur équipe. Pour solidifier son équipe, Devitt fait équipe avec le leader de la CTU, Jushin Liger face à Wataru Inoue et Ryusuke Taguchi. Après ce match, il est officiellement reconnu comme étant un membre de la CTU, après qu'il a fait le tomber sur Inoue.
Son élan est stoppé en janvier 2007, quand il subit une blessure au genou, il est mis hors d'action jusqu'au début de mai, la même année. Ensuite, il fait son retour montrant une grande amélioration et est féliciter par son coéquipiers de la CTU, Minoru, pour remporter le tournoi du Best of the Super Juniors 2007 en juin 2007. Après le pliage de la CTU en août 2007, lui et Minoru rejoignent l'équipe RISE. En novembre 2007, TNA font une tournée à la NJPW, où Senshi et Christopher Daniels battent Devitt et Minoru.
Le 27 janvier 2008, lui et Minoru remportent le IWGP Junior Heavyweight Tag Team Championship, c'est le premier titre majeur de Devitt,. Ils perdent leurs championnats face à Akira et Jushin Liger le 17 février, avant de le regagner le 21 juillet,. Après un règne d'un peu près de trois mois, ils perdent leurs championnats face au No Limit (Tetsuya Naitō et Yujiro) en octobre.

#### Apollo 55 (2009-2013)
Devitt forme avec Ryusuke Taguchi l'équipe « Apollo 55 » et le 5 juillet 2009, au Circuit New Japan Soul 2009, ils battent les Motor City Machine Guns (Alex Shelley et Chris Sabin) pour remporter les IWGP Junior Heavyweight Tag Team Championship. Le 30 mai, il participe au tournoi du Best of the Super Juniors 2009. Après avoir terminé son bloc, il se qualifie pour les demi-finales, où il bat Kota Ibushi. En finale, il perd face à Koji Kanemoto. En décembre, il participe au Super J Cup 2009. Après avoir battu Atsushi Aoki, Danshoku Dino et Yamato, Devitt perd une nouvelle fois en finale mais cette fois-ci contre Naomichi Marufuji. Lors de Wrestle Kingdom IV, Devitt et Taguchi défendent avec succès leur titre par équipe contre Averno et Ultimo Guerrero. Le 21 avril, ils sont dépouillés de leur titre parce qu'ils l'ont pas défendus pendant 30 jours. Le 8 mai, ils participent au tournoi du Super Juniors Tag dans une tentative pour reprendre leur titre, mais perdent en finale face à El Samurai et Koji Kanemoto.
Le 30 mai, Devitt participe au tournoi du Best of the Super Juniors 2010 et deux semaines plus tard, il termine deuxième dans son bloc avec cinq victoires, avançant vers les demi-finales du tournoi,. Le 13 juin, Devitt bat Taiji Ishimori dans les demi-finales et puis Kota Ibushi dans la finale pour remporter le tournoi et gagne une chance pour le titre de IWGP Junior Heavyweight Championship contre Naomichi Marufuji, le champion. Le 19 juin à Dominion 6.19, Devitt bat Marufuji et remporte le IWGP Junior Heavyweight Championship pour la première fois. Onze jours plus tard, Devitt, Taguchi et Hirooki Goto remportent le tournoi du J Sports Crown Openweight 6 Man Tag, en battant Hiroshi Tanahashi, Tajiri et Kushida en finale,. Devitt défend avec succès le IWGP Junior Heavyweight Championship le 11 juillet, en battant Atsushi Aoki. Un peu plus d'une semaine plus tard, le 19 juillet, Devitt et Taguchi battent Koji Kanemoto et El Samurai pour gagner le IWGP Junior Heavyweight Tag Team Championship pour la deuxième fois. En août, Devitt participe plus grand tournoi de la New Japan de l'année, le G1 Climax, comme un remplaçant de Naomichi Marufuji qui est blessé. Devitt remporte quatre de ses sept matches, y compris une grande victoire sur l'ancien quatre fois IWGP Heavyweight Champion, Hiroshi Tanahashi, mais termine cinquième dans son bloc et ne passe pas à la finale parce qu'il lui manque un seul point,. Le 3 septembre, Devitt a fait sa deuxième défense victorieuse de son IWGP Junior Heavyweight Championship en battant Dramatic Dream Team (DDT) représenté par Kenny Omega. Omega et Kota Ibushi, l'équipe connus collectivement sous le Golden ☆ Lovers, revient le 11 octobre à Destruction '10 et battent Devitt et Taguchi pour gagner le IWGP Junior Heavyweight Tag Team Championship.

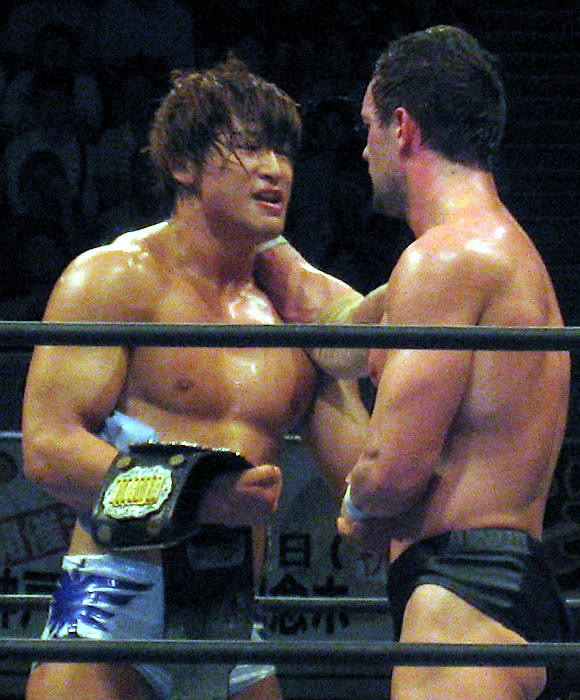
Prince Devitt, en juin 2011 après qu'il a perdu son IWGP Junior Heavyweight Championship face à Kota Ibushi.

Le 11 décembre, Devitt défend avec succès son IWGP Junior Heavyweight Championship en battant Davey Richards. Le 4 janvier 2011, à Wrestle Kingdom V à Tokyo Dome, Devitt défend avec succès son titre contre Kota Ibushi,. Le 23 janvier au Fantastica Mania 2011, l'événement de la New Japan et la Consejo Mundial de Lucha Libre (CMLL), Devitt et Taguchi battent Kenny Omega et Kota Ibushi pour regagner la IWGP Junior Heavyweight Tag Team Championship, faisant Devitt un double champion IWGP pour la deuxième fois,. Devitt a continué sa série pour défendre son titre contre les étrangers de la New Japan, où il défend avec succès son titre contre Taka Michinoku le 20 février et Kushida le 19 mars,. En mai, Devitt prend part au Invasion Tour 2011, la première tournée de la New Japan des États-Unis, au cours de laquelle il défend avec succès son titre contre Low Ki le 14 mai à New York et l'IWGP Junior Heavyweight Tag Team Championship contre le Strong Style Thugz (Homicide et Low Ki) le 15 mai à Philadelphie, Pennsylvanie,. Le 26 mai, Devitt participe au tournoi du Best of the Super Juniors 2011. Après avoir perdu son match d'ouverture contre Davey Richards, Devitt est allé sur une série de sept victoires pour terminer premier dans son bloc,. Le 10 juin, Devitt est éliminé du tournoi dans les demi-finales par son propre partenaire d'équipe, Ryusuke Taguchi. Le 18 juin, au Dominion 6,18, Devitt perd son titre contre Kota Ibushi, la fin de son règne est à 364 jours,.
Le 23 juin, Devitt, Taguchi et Hirooki Goto remportent leur deuxième tournoi du J Sports Crown Openweight 6 Man Tag, en battant Giant Bernard, Jushin Liger et Karl Anderson. Le 24 juillet, Devitt obtient son match de revanche pour le IWGP Junior Heavyweight Championship lors d'un événement de DDT, mais a été incapable de regagner le titre contre Ibushi. Cela a conduit à un match le 14 août, où Apollo 55 défendent avec succès le IWGP Junior Heavyweight Tag Team Championship contre Golden ☆ Lovers. Le 11 septembre, Apollo 55 battent Taichi et Taka Michinoku et font septième défenses avec succès IWGP Junior Heavyweight Tag Team Championship, battant le record pour la plupart des défenses en un seul règne. Lorsque Kota Ibushi est forcé de quitter le IWGP Junior Heavyweight Championship après s'être luxé l'épaule gauche, Devitt, comme le champion précédent, est introduit dans un match de décision afin de déterminer un nouveau champion. Le 19 septembre, Devitt bat Kushida pour gagner le titre pour la deuxième fois. Le 10 octobre à Destruction '11, Devitt et Taguchi perdent le IWGP Junior Heavyweight Tag Team Championship contre No Remorse Corps (Davey Richards et Rocky Romero). Devitt défend avec succès son IWGP Junior Heavyweight Championship le 12 novembre à Power Struggle, battant Taka Michinoku, et enchaîne en battant Davey Richards, dans sa deuxième défense pour le titre le 4 décembre. Le 23 fécembre, Devitt bat Rocky Romero pour conserver son titre. Le 4 janvier 2012 à Wrestle Kingdom VI à Tokyo Dome, Devitt et Taguchi battent Richards et Romero pour regagner une fois de plus l'IWGP Junior Heavyweight Tag Team Championship, Devitt établit un record du plus de règne en solo pour les championnats par équipe de 6 règnes. Le 12 février à The New Beginning, Apollo 55 perdent le IWGP Junior Heavyweight Tag Team Championship contre les No Remorse Corps dans leur première défense. Cela a conduit à un match le 10 mars, où Devitt bat Davey Richards pour conserve son IWGP Junior Heavyweight Championship.
Le 14 mars 2012, Devitt voyage au Mexique pour son premier tour du pays avec la promotion Consejo Mundial de Lucha Libre, dans le cadre d'une relation de travail entre New Japon et CMLL,.Après avoir été mis à l'écart sur le ring en raison d'une blessure au mollet dans sa première semaine au Mexique, Devitt a fait ses débuts à la CMLL le 23 mars, faisant équipe avec Marco Corleone et Rush dans un main event à un match à 6, où ils font face à Mephisto, Último Guerrero et Volador Jr. Après qu'il est fait le tombé sur Volador Jr. pour la victoire, Devitt le défi pour un match pour le NWA World Historic Middleweight Championship,. Le 30 mars, Devitt bat Volador Jr. pour devenir le nouveau champion NWA Historic World Middleweight Championship,. Le 3 mai à Wrestling Dontaku 2012, Devitt perd le IWGP Junior Heavyweight Championship contre Low Ki, la fin de son second règne est de 227 jours. Le 27 mai, Devitt participe au tournoi du Best of the Super Juniors 2012, où il débute avec des défaites contre Kushida et Taichi,. Devitt a rebondi, remportant cinq de ses six matches restants, y compris une victoire sur Jushin Liger dans le match final round-robin du tournoi le 9 juin, pour terminer deuxième dans son bloc et avance pour les demi-finales du tournoi. Le lendemain, Devitt est éliminé du tournoi en demi-finale face à Low Ki. Le 8 juillet, Devitt bat Taichi pour conserve son NWA Historic World Middleweight Championship. Il défend avec succès le NWA Historic World Middleweight Champion face à Volador Jr le 29 juillet. Le 12 septembre, Devitt retourne au Mexique pour une autre tournée avec CMLL. Devitt lutte son premier match dans CMLL deux jours plus tard au 79th Anniversary Show, où lui Atlantis et Místico II perdus contre Dragon Rojo, Jr., Negro Casas et Último Guerrero,. Le 21 septembre, Devitt a de nouveau perdu contre Rojo, où il fait équipe avec Blue Panther et La Sombra en faisant face à Rojo, M. Aguila et Taichi. Ensuite, Devitt acceptr le défi de Rojo pour le NWA Historic World Middleweight Champion. Le 28 septembre au CMLL Super Viernes Show, Devitt perd le titre contre Rojo, la fin de son règne est de 182 jours,. 

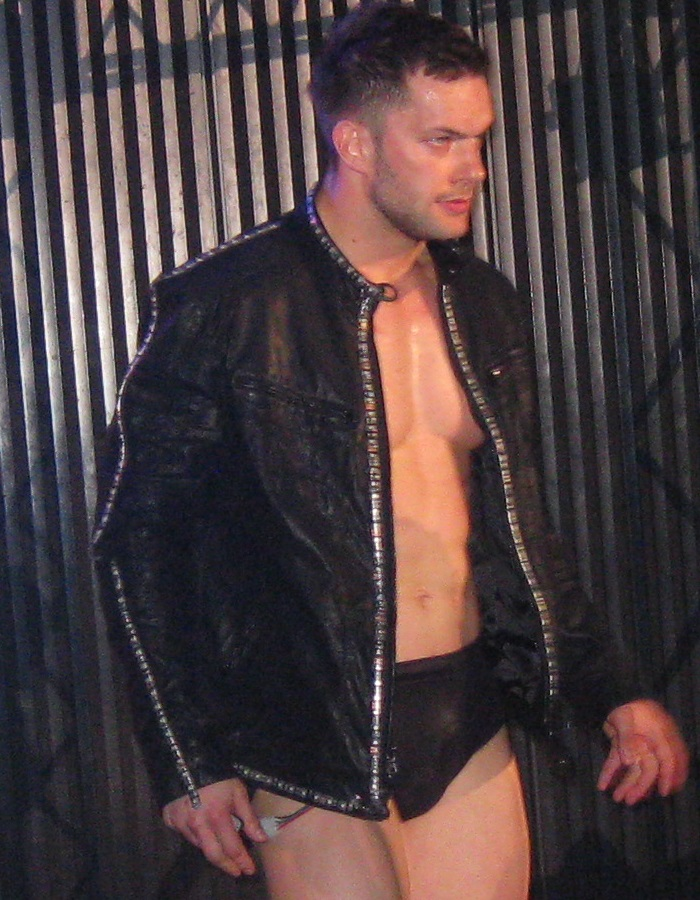
Devitt en juin 2013.

Il retourne à la New Japan lors de King of Pro-Wrestling, en défiant le IWGP Junior Heavyweight Champion Low Ki à un match pour le titre,. Le 21 octobre, Apollo 55 participent au tournoi du Super Jr. Tag 2012, battant les Chaos World Wrestling Warriors (Brian Kendrick et Low Ki) au premier tour. Le 2 novembre, ils battent les IWGP Junior Heavyweight Tag Team Champion, Forever Hooligans (Alex Koslov et Rocky Romero), pour se qualifier pour les finales du tournoi, où plus tard le même jour, ils perdent contre les Time Splitters (Alex Shelley et Kushida). Le 11 novembre à Power Struggle, il bat Low Ki pour remporter le IWGP Junior Heavyweight Championship pour la troisième fois. Lors de Wrestle Kingdom 7, il bat Low Ki et Kota Ibushi dans un Three-way match pour conserve son titre,. À la suite de sa victoire, il accepte un défi pour le titre faite par son partenaire d'équipe, Ryusuke Taguchi. Le 3 février, il obtient une grande victoire contre le IWGP Heavyweight Champion Hiroshi Tanahashi dans un match par équipe, où lui et Karl Anderson font face Tanahashi et Taguchi. Sept jours plus tard, il bat Taguchi au The New Beginning pour conserver son titre. Le 3 mars, au main event du New Japan's 41st anniversary, il perd face à Hiroshi Tanahashi. À la suite de sa défaite, il commence à être un personnage plus arrogant et méchant, qui manque de respect régulièrement,. Le 5 avril, il conserve son titre contre Alex Shelley. Lors de Invasion Attack 2013, lui et Ryusuke Taguchi perdent contre Time Splitters pour le IWGP Junior Heavyweight Tag Team Championship, après le match, il se retourne contre Taguchi, mettant fin à Apollo 55 et débute avec Bad Luck Fale comme son nouveau "videur", tout en se faisant appeler le " Real Rock 'n' Rolla ",.

#### Bullet Club (2013-2014)

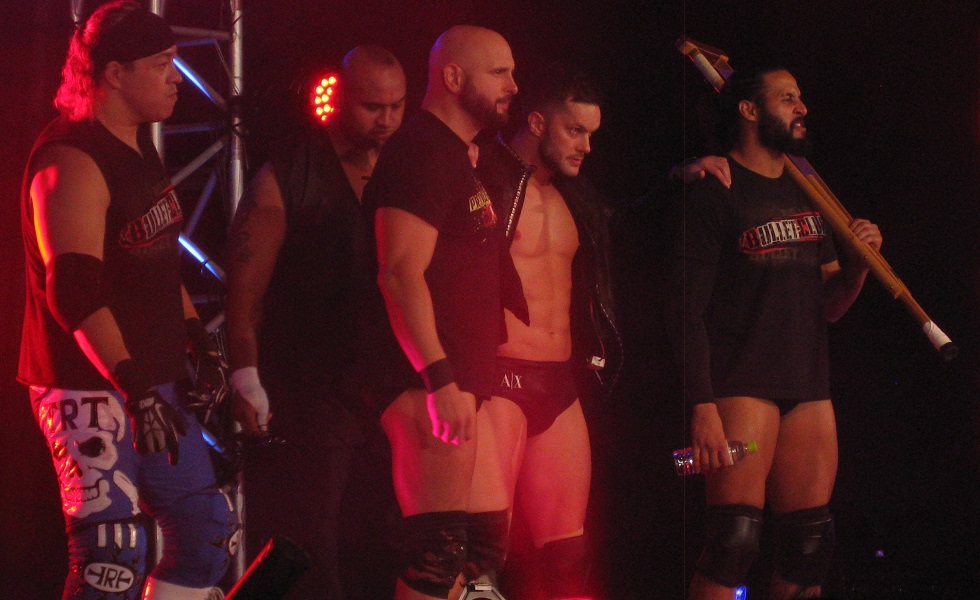
Devitt avec les Bullet Club en septembre 2013.

Lors de Wrestling Dontaku 2013, Lui et Fale battent Taguchi et Captain New Japan. Plus tard dans l'événement, ils rejoignent Karl Anderson et Tama Tonga pour attaquer Hiroshi Tanahashi. Le nouveau groupe est ensuite nommé Bullet Club,. Le 24 mai, il participe au tournoi du Best of the Super Juniors 2013, où il finit son bloc avec huit victoires, en utilisant souvent l'aide extérieure de ses coéquipiers pour gagner ses matchs,,. Le 9 juin, il bat Kenny Omega en demi-finale puis Alex Shelley en finale pour remporter son deuxième Best of the Super Juniors,,. À la suite de sa victoire, il défie Hiroshi Tanahashi, tout en nommant son prochain objectif, devenir le premier lutteur à avoir le IWGP Junior Heavyweight Championship et le IWGP Heavyweight Championship simultanément,. Le 22 juin à Dominion 6,22, plus tard dans l'événement, le champion en titre Kazuchika Okada accepte le défi de Devitt pour son titre à condition que d'abord il défend le IWGP Junior Heavyweight Championship contre son coéquipier de Chaos, Gedo,. Le 5 juillet, il conserve son titre contre Gedo, avançant vers le match pour le IWGP Heavyweight Championship contre Okada,. Le match pour le titre entre les deux a lieu le 20 juillet, où il perd contre Kazuchika Okada malgré l'ingérence du reste de Bullet Club, pour conserver son titre,,. Le 1er août, il bat Okada , avec l'aide de Fale, dans le main event du G1 Climax 2013. En dépit de trois autres grandes victoires sur l'ancien IWGP Heavyweight Champions Hiroshi Tanahashi, Satoshi Kojima, et Togi Makabe, il a échoué à avancer dans son bloc, terminant avec une fiche de cinq victoires et quatre défaites. Sa rivalité avec Tanahashi abouti à un Lumberjack Match à mort le 29 septembre à Destruction, où Tanahashi sort victorieux.
Il entre dans une nouvelle rivalité avec Togi Makabe, qui a joué un rôle important dans sa défaite dans le Lumberjack match à mort. Pendant ce temps, il a un nouveau challenger pour le IWGP Junior Heavyweight Championship, Kōta Ibushi. Lors de Power Struggle, lui et Bad Luck Fale perdent contre Kōta Ibushi et Togi Makabe. Du 23 novembre au 7 décembre lui et Fale participent au World Tag League 2013, où ils terminent avec une fiche de trois victoires et trois défaites, avec une défaite contre Captain New Japan et Hiroshi Tanahashi le dernier jour, qui leur coûtent une place en demi-finale,. Lors de Wrestle Kingdom 8, il perd son titre contre Kōta Ibushi, mettant fin à son règne de 419 jours,. Il a lutté tout le match avec de la peinture sur le visage et le corps, qu'il a continué à utiliser pour ses plus grands matchs pour le reste de son contrat à la NJPW,. Le lendemain, il est attaqué par Ryusuke Taguchi, qui été absent à cause d'une blessure au cours des sept derniers mois, la rivalité entre les deux anciens partenaires recommence. Lors de Invasion Attack 2014, un an après la séparation de Apollo 55, il fait face à Taguchi dans un match simple. Pendant le match, il dit à plusieurs reprises aux Young Bucks (Matt et Nick Jackson), les deux nouveaux membres des Bullet club, de ne pas interférer dans le match, ce qui a finalement conduit à ce qu'ils se tournent contre lui. En fin de compte, Taguchi parvient à le battre, après le match les deux hommes se serre la main, mettant fin à leur rivalité. Le lendemain, la New Japan annonce sa démission de la fédération,.

### NWA International (2007)
Devitt participe au tournoi pour la National Wrestling Alliance (NWA) appelé Reclaiming the Glory en juin 2007 pour couronner un nouveau NWA World Heavyweight Championship après que le titre a été dépouillé de la TNA. Au premier tour, il bat le lutteur australien Mikey Nicholls, mais perd au deuxième tour face à Bryan Danielson à un NWA Empire Show à North Tonawanda, New York.

### World Wrestling Entertainment(2014-...)

#### NXTet champion de laNXT(2014-2016)
Le 28 juillet 2014, il signe officiellement avec la World Wrestling Entertainment et rejoint la brand jaune de la compagnie : NXT,. Le 24 septembre, son nom de ring est révélé : Finn Bálor, nom inspiré de deux personnages mythologiques irlandais: Finn Mac Cumaill (un guerrier héroïque) et Balor (un géant maléfique).
Le 6 octobre à NXT, il fait ses débuts en tant que Face, où il s'allie à Hideo Itami pour attaquer The Ascension. Le 23 octobre à NXT, il dispute son premier match aux côtés du Japonais et ensemble, les deux catcheurs battent Justin Gabriel et Tyson Kidd. Le 14 décembre à NXT TakeOver: R Evolution, Hideo Itami et lui battent The Ascension. Ce soir-là, il a fait sa première apparition avec du Body Paint.

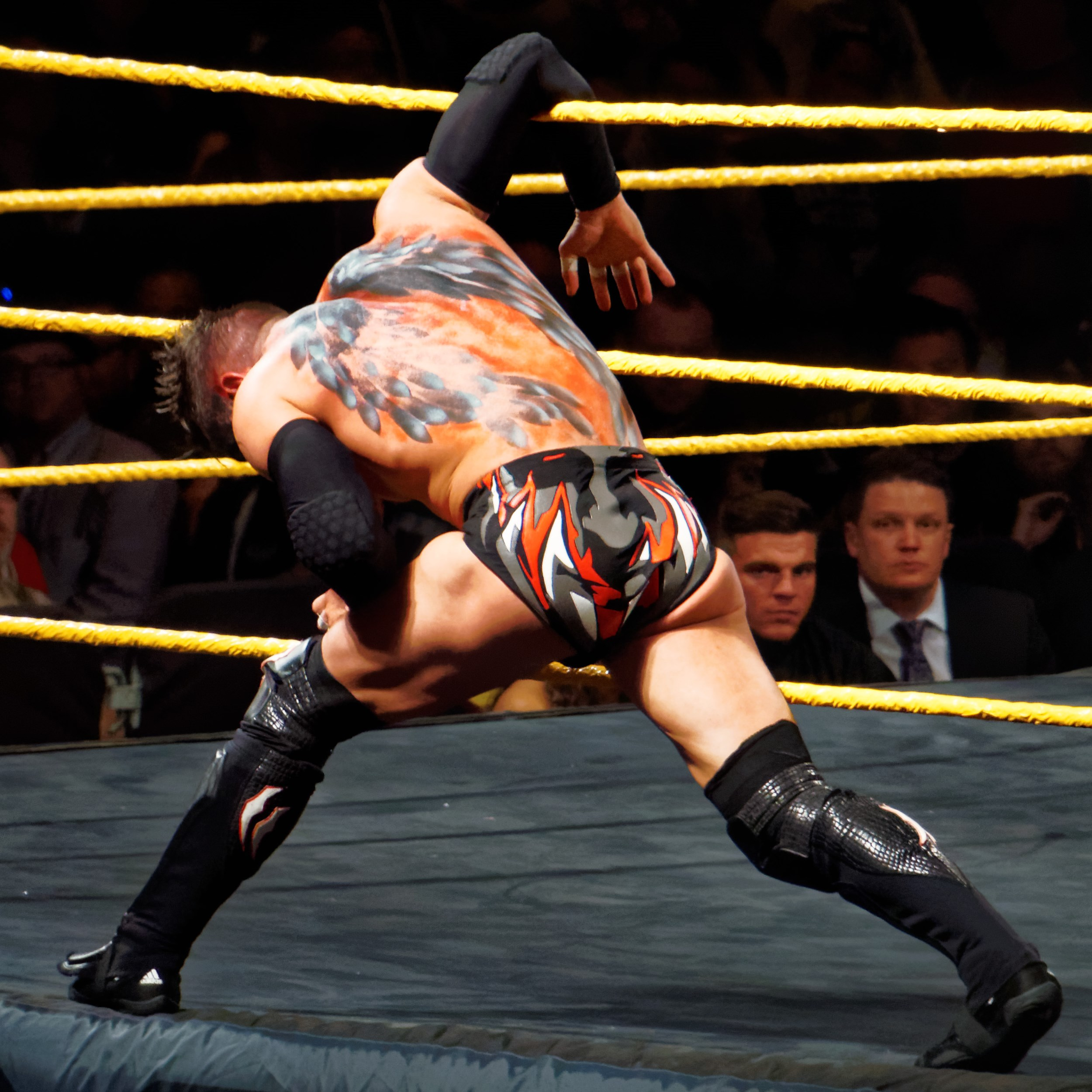
Finn Bálor avec son body paint.

Le 11 février 2015 à NXT Takeover: Rival, il bat Adrian Neville en finale du tournoi, devenant ainsi aspirant n°1 au titre de la NXT. Le 25 mars à NXT, il ne remporte pas le titre de la NXT, battu par Kevin Owens, se blessant le genou pendant le combat. 
Le 20 mai à NXT Takeover: Unstoppable, il bat Tyler Breeze, redevenant ainsi aspirant n°1 au titre de la NXT. 
Le 4 juillet lors du WWE Live from Tokyo: The Beast in the East, il devient le nouveau champion de la NXT en battant Kevin Owens, remportant le titre pour la première fois de sa carrière. Le 22 août à NXT TakeOver: Brooklyn, il conserve son titre en battant le même adversaire dans un Ladder Match. 
Le 7 octobre à NXT TakeOver: Respect, Samoa Joe et lui remportent le Dusty Rhodes Tag Team Classic en battant Baron Corbin et Rhyno en finale du tournoi. Le 16 décembre à NXT Takeover: London, il conserve son titre en battant son ancien partenaire. 
Le 1er avril 2016 à NXT Takeover: Dallas, il conserve son titre en battant le même adversaire. Le 21 avril lors du Live Event à Lowell, il perd face à Samoa Joe, ne conservant pas son titre et mettant ainsi fin à un règne de 292 jours. Le 8 juin à NXT Takeover: The End, il ne remporte pas le titre de la NXT, battu par le Samoan dans un Steel Cage Match et subissant sa première défaite sous sa forme démoniaque.

#### Draft àRaw, premier champion Universel, diverses rivalités et double champion Intercontinental (2016-2019)
Le 19 juillet, il est annoncé être officiellement transféré à Raw. Le 21 août à SummerSlam, revêtu en Demon King, il devient le premier champion Universel de l'histoire en battant Seth Rollins. Le lendemain à Raw, blessé à l'épaule droite pendant son combat de la veille, il est contraint d'abandonner la ceinture et doit s'absenter pendant 7 mois.
Le 3 avril 2017 à Raw, il fait son retour de blessure, puis Seth Rollins et lui battent Kevin Owens et Samoa Joe. Le 4 juin à Extreme Rules, il ne devient pas aspirant no 1 au titre Universel à Great Balls of Fire, battu par le catcheur samoan dans un Fatal 5-Way Extreme Rules match qui inclut également Bray Wyatt, Roman Reigns et Seth Rollins. 
Le 20 août à SummerSlam, revêtu en Demon King, il bat Bray Wyatt et remporte une seconde victoire consécutive en PLE sous sa forme démoniaque. Le 24 septembre à No Mercy, il rebat son même adversaire. 
Le 22 octobre à TLC, revêtu en Demon King, il bat AJ Styles qui remplace Bray Wyatt, forfait pour méningite. Après le combat, les deux catcheurs font ensemble le geste Too Sweet. Le 19 novembre aux Survivor Series, l'équipe Raw, dont il fait partie, bat celle de SmackDown dans son tout premier Men's 5-on-5 Traditional Survivor Series Elimination Tag Team match.
Le 28 janvier 2018 au Royal Rumble, il entre dans le Men's Royal Rumble match en seconde position, élimine Baron Corbin, Aiden English, Rey Mysterio et Dolph Ziggler avant d'être lui-même éliminé par John Cena après 59 minutes de match. Le 25 février à Elimination Chamber, il ne devient pas aspirant no 1 au titre Universel à WrestleMania 34, battu par Roman Reigns dans son tout premier 7-Men's Elimination Chamber match (éliminé par Braun Strowman).
Le 8 avril à WrestleMania 34, il ne remporte pas le titre Intercontinental, battu par Seth Rollins dans un Triple Threat match qui inclut également le Miz. Le 27 avril au Greatest Royal Rumble, il ne remporte pas la ceinture, rebattu par son même adversaire dans un Fatal 4-Way match qui inclut également le Miz et Samoa Joe. Le 17 juin à Money in the Bank, il ne remporte pas la mallette, gagnée par Braun Strowman.
Le 15 juillet à Extreme Rules, il bat "Constable" Baron Corbin. Le 19 août à SummerSlam, revêtu en Demon King, il rebat son même adversaire en 5 minutes et remporte sa troisième victoire consécutive en PLE sous sa forme démoniaque.
Le 19 novembre aux Survivor Series, l'équipe Raw, dont il fait partie, bat celle de SmackDown dans un Men's 5-on-5 Traditional Survivor Series Elimination Tag Team match. Le 16 décembre à TLC, Apollo Crews, Bobby Roode, Chad Gable, Heath Slater et lui aident Braun Strowman à battre Baron Corbin dans un TLC match, mettent fin aux fonctions de général manager par intérim du second et permettent au premier d'affronter Brock Lesnar pour le titre Universel au Royal Rumble. Un peu plus tard dans la soirée, il bat Drew McIntyre, aidé par une intervention extérieure de Dolph Ziggler. 

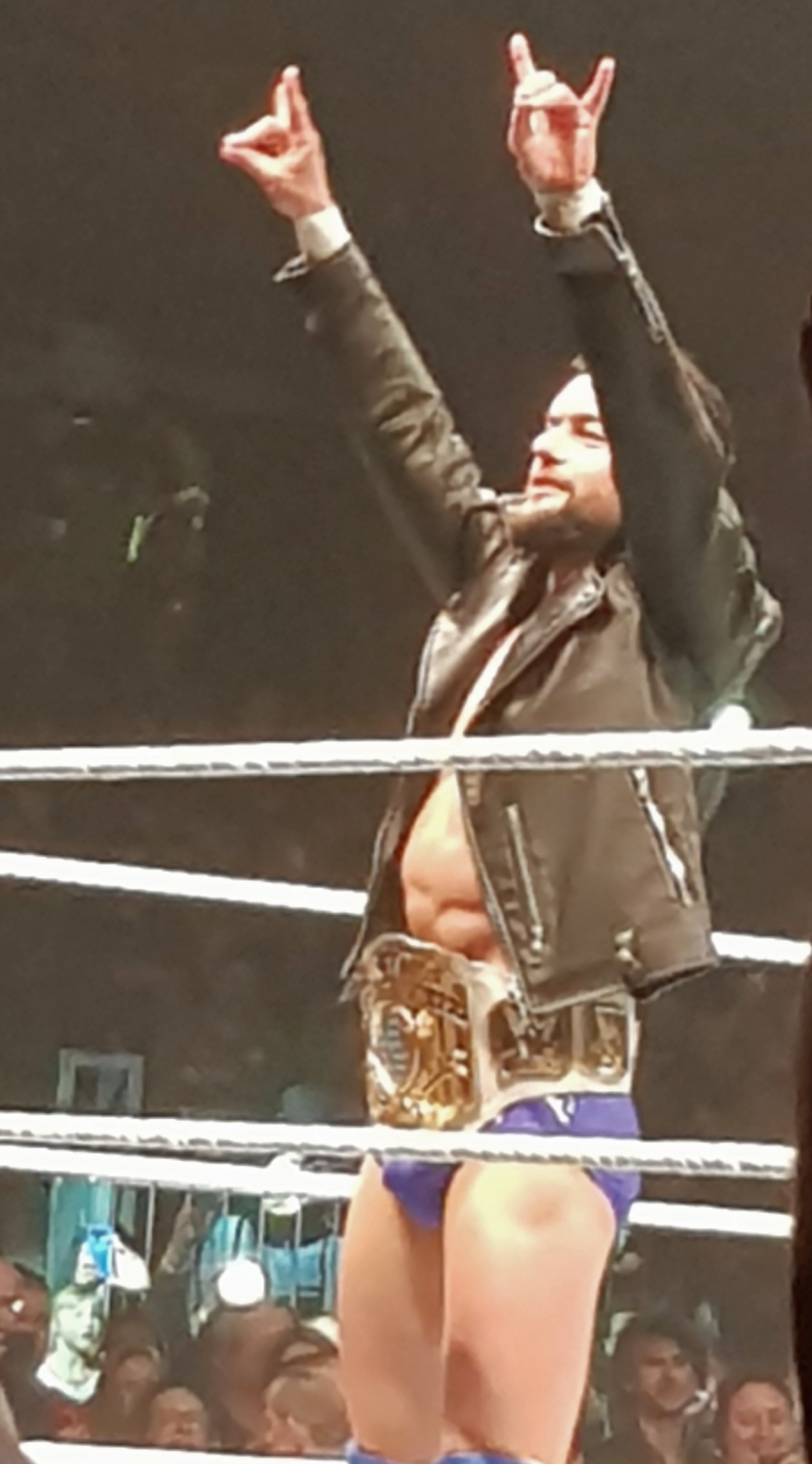
Finn Bálor en tant que Champion Intercontinental de la WWE en mai 2019

Le 12 janvier 2019 à  NXT UK TakeOver: Blackpool, il fait une apparition surprise, remplace Travis Banks et bat Jordan Devlin. 15 soirs plus tard au Royal Rumble, il remplace Braun Strowman qui a été suspendu, mais ne remporte pas le titre Universel, battu par Brock Lesnar par soumission. Le 17 février à Elimination Chamber, il devient le nouveau champion Intercontinental en battant Lio Rush et Bobby Lashley dans un 1-on-2 Handicap match, remporte le titre pour la première fois de sa carrière et son second titre personnel dans le roster principal. Le 11 mars à Raw, il ne conserve pas sa ceinture, battu par son même adversaire à la suite d'une distraction de Lio Rush.
Le 7 avril à WrestleMania 35, revêtu en Demon King, il redevient champion Intercontinental, pour la seconde fois, en prenant sa revanche sur son même opposant. Le 16 avril à SmackDown Live, lors du Draft, il est annoncé être officiellement transféré au show bleu. Plus tard dans la soirée, il y fait ses débuts, dispute son premier match et bat Mustafa Ali. Le 19 mai à Money in the Bank, il ne remporte pas la mallette, gagnée par Brock Lesnar. Le 7 juin à Super ShowDown, revêtu en Demon King, il conserve son titre en battant Andrade.
Le 14 juillet lors du pré-show à Extreme Rules, il ne conserve pas sa ceinture, battu par Shinsuke Nakamura. Le 11 août à SummerSlam, il perd face à The Fiend Bray Wyatt.

#### Retour àNXTet double champion deNXT(2019-2021)

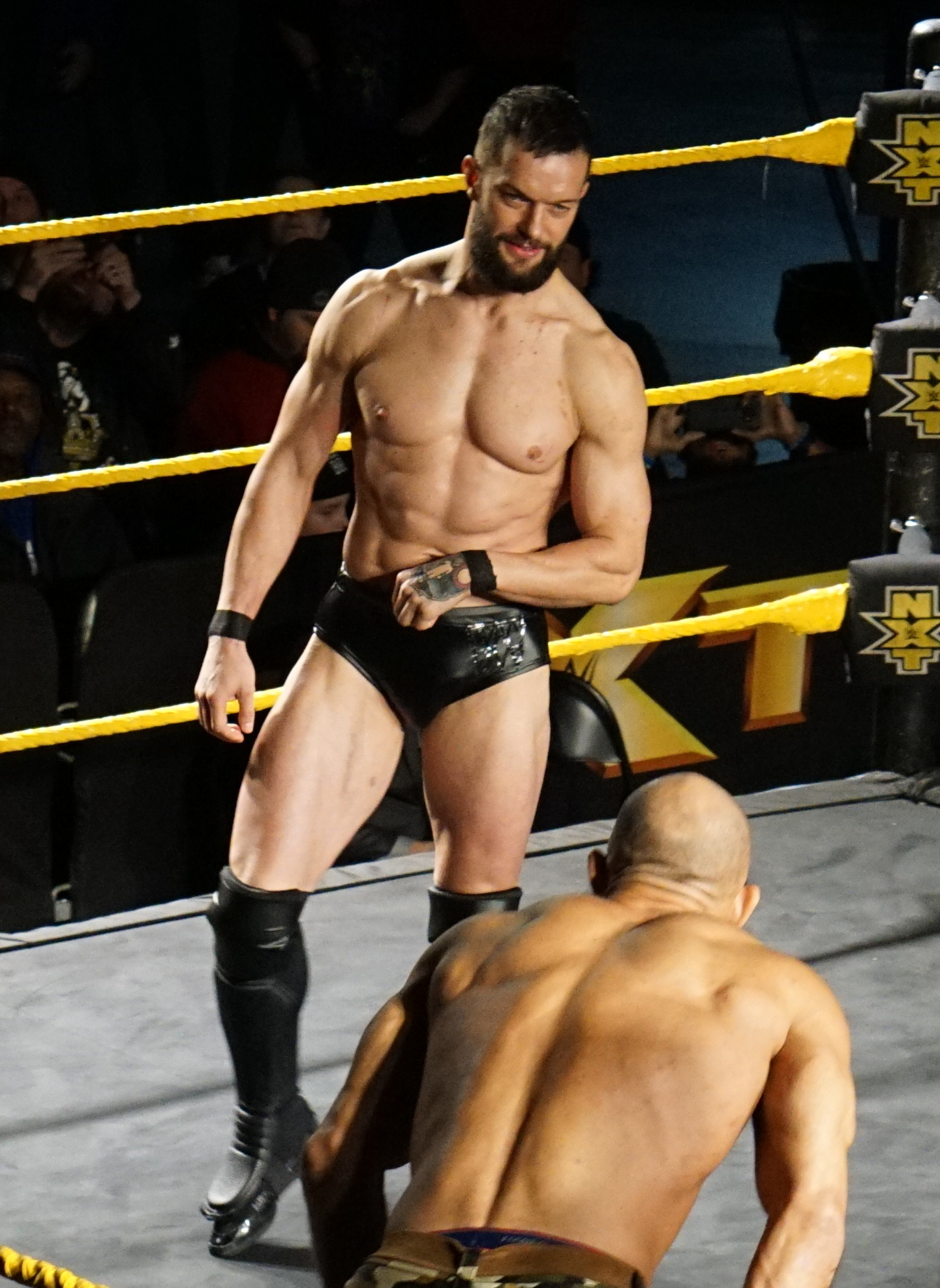
Finn Bálor fait son retour à NXT en Octobre 2019

Le 2 octobre à NXT, il fait son retour dans le show jaune et confronte le champion de NXT, Adam Cole. 21 soirs plus tard à NXT, il effectue un Heel Turn et attaque Johnny Gargano. Le 23 novembre à NXT TakeOver: WarGames, il bat Matt Riddle. 4 soirs plus tard à NXT, il bat Tommaso Ciampa, aidé par une distraction d'Adam Cole. Après le combat, il effectue un Tweener Turn et porte un Pele Kick sur le champion de NXT.
Le 25 janvier 2020 à Worlds Collide, il bat Ilja Dragunov. Le 16 février à NXT TakeOver: Portland, il bat Johnny Gargano. Le 12 mars à NXT UK, il fait ses débuts en tant que Face, dispute son premier match et bat Alexander Wolfe.
Le 7 juin à NXT TakeOver: In Your House, il bat Damian Priest.
Le 22 août à NXT TakeOver: XXX, il bat Timothy Thatcher. Le 8 septembre à NXT Super Tuesday Night II, il redevient champion de NXT, pour la seconde fois, en battant Adam Cole. 
Le 4 octobre à NXT TakeOver: 31, il conserve son titre en battant Kyle O'Reilly. 
Le 14 février 2021 à NXT TakeOver: Vengeance Day, il conserve son titre en battant Pete Dunne.
Le 8 avril à NXT TakeOver: Stand & Deliver, il ne conserve pas sa ceinture, battu par Karrion Kross.

#### Retour àSmackDownet rivalité avec Roman Reigns pour le titre Universel (2021)
Le 16 juillet 2021 à SmackDown, il fait son retour dans le roster principal, interrompt et attaque Sami Zayn. Le 26 septembre à Extreme Rules, revêtu en Demon King, il ne remporte pas le titre Universel, battu par Roman Reigns dans un Extreme Rules match, et subit sa seconde défaite sous sa forme démoniaque.

#### Draft àRaw, champion des États-Unis, The Judgment Day, champion incontesté par équipes avec Damian Priest et double champion du monde par équipes avec JD McDonagh (2021-...)
Le 4 octobre à Raw, lors du Draft, il est annoncé être officiellement transféré au show rouge par Adam Pearce. Le 21 octobre à Crown Jewel, il ne devient pas le troisième King of the Ring de la WWE, battu par Xavier Woods en finale du tournoi. Le 21 novembre aux Survivor Series, l'équipe Raw, dont il fait partie, bat celle de SmackDown dans un Men's 5-on-5 Traditional Survivor Series Elimination Tag Team match.
Le 28 février 2022 à Raw, il devient le nouveau champion des États-Unis en battant Damian Priest et remporte le titre pour la première fois de sa carrière. Après le combat, il se fait attaquer par son adversaire qui effectue un Heel Turn.
Le 18 avril à Raw, il ne conserve pas sa ceinture, battu par Theory. Le 16 mai à Raw, accompagnés de Liv Morgan, AJ Styles et lui battent Los Lotharios. Après le combat, leur nouvelle partenaire s'allie officiellement avec eux en faisant le geste Too Sweet. Le 5 juin à Hell in a Cell, le trio perd face au Judgment Day dans un 6-Person Mixed Tag Team match. Le lendemain à Raw, il effectue un Heel Turn, car il rejoint officiellement le clan ennemi, Damian Priest et lui se retournent contre Edge, le tabassent, le font passer à travers la table des commentateurs, puis lui portent un Con-Chair-To.
Le 30 juillet à SummerSlam, accompagnés de Rhea Ripley, Damian Priest et lui perdent face aux Mysterios (Rey Mysterio et Dominik Mysterio) dans un No Disqualification match. Edge, revenu de blessure après un mois d'absence, les attaque et leur porte un Spear à chacun. Le 3 septembre à Clash at the Castle, ils perdent face à Edge et Rey Mysterio.
Le 8 octobre à Extreme Rules, il bat The Rated-R Superstar dans un «I Quit» match. Le 5 novembre à Crown Jewel, Damian Priest, Dominik Mysterio et lui battent The O.C (AJ Styles et les Good Brothers) dans un 6-Man Tag Team match. Le 26 novembre aux Survivor Series: WarGames, il perd le match revanche face au Phenomenal, qu'il avait battu à TLC 5 ans auparavant.
Le 28 janvier 2023 au Royal Rumble, il entre dans le Men's Royal Rumble match en 20e position, élimine Johnny Gargano (avec l'aide de Dominik Mysterio) avant d'être lui-même éliminé par Edge, qu'il va aussi éliminer du match (avec l'aide de Damian Priest). Le 18 février à Elimination Chamber, Rhea Ripley et lui perdent face à Beth Phoenix et Edge.
Le 2 avril à WrestleMania 39, revêtu en Demon King, il perd le match revanche face à Edge dans un Hell in a Cell match et subit sa troisième défaite sous sa forme démoniaque.
Le 1er juillet à Money in the Bank, il ne remporte pas le titre mondial poids-lourds de la WWE, battu par Seth "Freakin" Rollins, et perd le match revanche gagné à SummerSlam, il y a 7 ans. Le 5 août à SummerSlam, il ne remporte pas rebattu par son même adversaire. Pendant le combat, Damian Priest lui prête sa mallette pour qu'il l'utilise afin de tricher, mais malgré les distractions de ses partenaires, subit un Stomp sur celle-ci de la part de The Visionary. Le 2 septembre à Payback, Damian Priest et lui deviennent les nouveaux champions incontestés par équipes en battant Kevin Owens et Sami Zayn dans un Pittsburgh Still City Street Fight match et remportent les titres pour la première fois de leurs carrières.
Le 7 octobre à Fastlane, ils ne conservent pas leurs ceintures, battus par Cody Rhodes et Jey Uso, ce qui met fin à un règne de 35 jours. Le 16 octobre à Raw, ils redeviennent champions par équipe de Raw et champions par équipe de SmackDown en prenant leur revanche sur leurs mêmes adversaires, aidés par une intervention extérieure de Jimmy Uso. Le 25 novembre aux Survivor Series: WarGames, Drew McIntyre, ses trois partenaires du clan et lui perdent face à Cody Rhodes, Jey Uso, Seth "Freakin" Rollins, Sami Zayn et Randy Orton dans son tout premier Men's WarGames match.
Le 27 janvier 2024 au Royal Rumble, il entre dans le Men's Royal Rumble match en 20e position, élimine Carmelo Hayes avant d'être lui-même éliminé par Bron Breakker. Le 24 février à Elimination Chamber, Damian Priest et lui conservent leurs titres en battant New Catch Republic (Pete Dunne et Tyler Bate).
Le 6 avril à WrestleMania XL, ils ne conservent pas leurs ceintures, battus par Awesome Truth (The Miz et R-Truth) qui gagnent les titres par équipes de Raw et A-Town Down Under (Austin Theory et Grayson Waller) ceux de SmackDown dans un 6-Pack Tag Team Ladder match qui inclut également #DIY (Johnny Gargano et Tommaso Ciampa), The New Day (Kofi Kingston et Xavier Woods) et New Catch Republic. Le 24 juin à Raw, JD McDonagh et lui deviennent les nouveaux champions du monde par équipes en prenant leur revanche sur Awesome Truth.
Le 3 août à SummerSlam, il intervient dans le match entre Damian Priest et Gunther, pour le titre mondial poids-lourds, en faveur du second, car il empêche le premier de gagner par tombé.
Le 5 octobre à Bad Blood, il perd face à son ancien partenaire. Le 16 décembre à Raw, JD McDonagh et lui ne conservent pas leurs ceintures, battus par les War Raiders (Erik et Ivar).
Le 1er février 2025 au Royal Rumble, il entre dans le Men's Royal Rumble match en 18e position, élimine Penta avant d'être lui-même éliminé par John Cena après 11 minutes de match. 
Le 20 avril à WrestleMania 41, il ne remporte pas le titre Intercontinental, battu par Dominik Mysterio dans un Fatal 4-Way match qui inclut également le catcheur mexicain et Bron Breakker. Le 30 juin à Raw, JD McDonagh et lui redeviennent champions du monde par équipes, pour la seconde fois, en battant le New Day.

## Palmarès
- Revolution Pro Wrestling

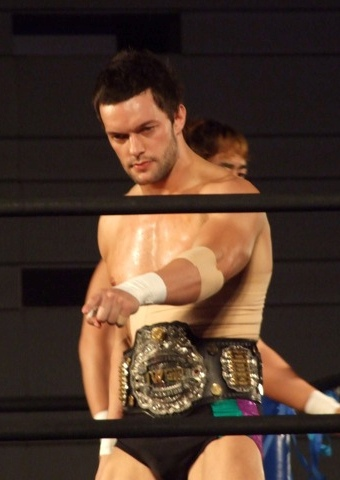
Devitt avec le IWGP Junior Heavyweight Championship.

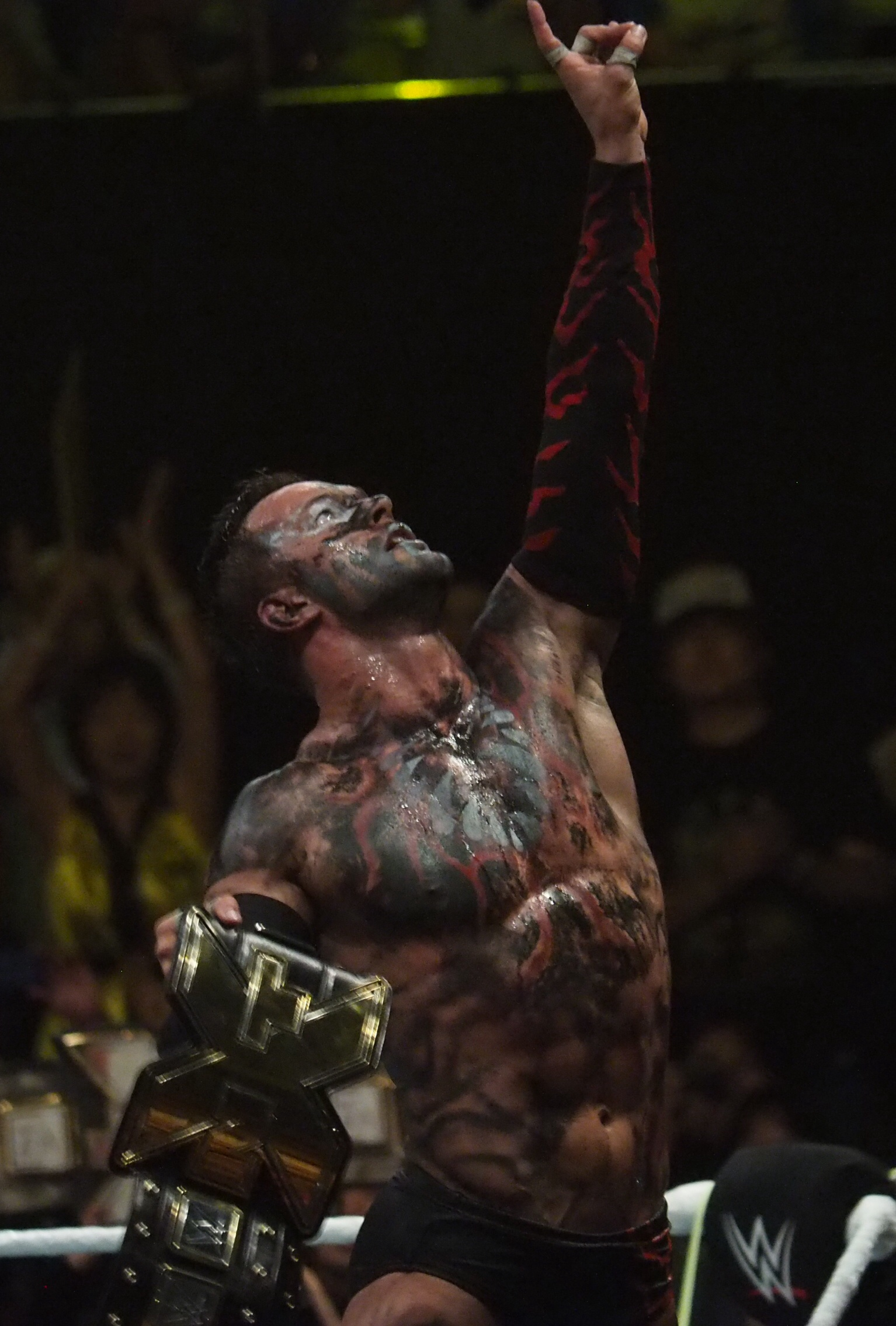
Finn Bálor avec le NXT Championship.

  - 1 fois RPW British Cruiserweight Championship

- American Wrestling Roadshow
  - 1 fois Wrestling.Ie Champion

- Consejo Mundial de Lucha Libre
  - 1 fois NWA World Historic Middleweight Champion[221]

- Insane Championship Wrestling
  - 1 fois ICW Zero-G Champion

- Kaientai Dojo
  - Meilleur match par équipe (2010) - avec Ryusuke Taguchi contre Makoto Oishi et Shiori Asahi le 17 avril[222]

- New Japan Pro Wrestling
  - 3 fois IWGP Junior Heavyweight Champion
  - 6 fois IWGP Junior Heavyweight Tag Team Champion avec Minoru (2) et Ryusuke Taguchi (4)
  - J Sports Crown 6 Man Openweight Tag Team Tournament (2010, 2011) avec Ryusuke Taguchi et Hirooki Goto
  - Best of the Supers Juniors (2010, 2013)

- NWA UK Hammerlock
  - 2 fois NWA British Commonwealth Heavyweight Champion

- Tokyo Sports
  - Meilleur combat award (2010) - avec Ryusuke Taguchi contre Kenny Omega et Kota Ibushi (NJPW, 11 octobre)[223]

- World Wrestling Entertainement
  - 1 fois Champion Universel de la WWE (premier détenteur, règne le plus court)
  - 2 fois Champion de NXT
  - 2 fois Champion Intercontinental de la WWE
  - 1 fois Champion des États-Unis de la WWE
  - 3 fois Champion du monde par équipe de la WWE - avec Damian Priest (2 fois) et JD McDonagh (1 fois)
  - 2 fois Champion par équipe de la WWE - avec Damian Priest
  - 36e Triple Crown Champion
  - 17e Grand Slam Champion
  - Dusty Rhodes Tag Team Classic (2015) avec Samoa Joe
  - NXT Championship #1 Contender Tournament (2015)
  - NXT Year-End Award (3 fois)
    - Overall Competitor of the Year (2015)
    - Male Competitor of the Year (2015)
    - Match of the Year (2020) - contre Kyle O'Relly à NXT Takeover: 31

## Récompenses de magazines
- Pro Wrestling Illustrated

| Année | 2006 | 2007 | 2008 à 2009 | 2010 | 2011 | 2012 | 2013 | 2014 | 2015 | 2016 | 2017 | 2018 | 2019 | 2020 | 2021 | 2022 | 2023 | 2024 |
| ----- | ---- | ---- | ----------- | ---- | ---- | ---- | ---- | ---- | ---- | ---- | ---- | ---- | ---- | ---- | ---- | ---- | ---- | ---- |
| Rang  | 341  | 329  | Non classé  | 217  | 73   | 68   | 38   | 30   | 28   | 3    | 28   | 16   | 19   | 35   | 8    | 63   | 61   | 68   |

- Power Slam

| Année | 2009    | 2010    | 2011    | 2012    | 2013    |
| Rang  | 33      | 4       | 4       | 5       | 8       |
| Ref.  | [ 225 ] | [ 226 ] | [ 227 ] | [ 228 ] | [ 229 ] |

## Vie privée
Il a joué au football et au football gaélique quand il était jeune, avant de décider de devenir un lutteur professionnel. Il détient une ceinture noire premier degré en IBF submission wrestling. En grandissant, il était un fan de l'émission britannique World of Sport, qui diffusait régulièrement du catch ; il appréciait également The British Bulldogs, Shawn Michaels, Rick Rude, Mr. Perfect, Koko B. Ware et Savio Vega. Il est passionné de Lego et de bande dessinée, et a inclus des personnages de bande dessinée dans ses gimmicks, comme la peinture du visage et la peinture du corps. Il est un supporter de l'équipe de la Premier League, Tottenham Hotspur. 
Il est actuellement en couple avec la journaliste mexicaine Veronica Rodriguez, avec laquelle il est marié.